# Ostana (Airarate)
Ostana (em latim: Ostana; em armênio/arménio: Ոստան Հայոց; romaniz.: Ostan Hayoc’, lit. "capital/corte da Armênia"), segundo a Geografia de Ananias de Siracena (século VII), foi um gavar (cantão) da província de Airarate, no Reino da Armênia. Compreendia uma área de 750 quilômetros quadrados situada no vale do rio Azate (Garni). Seu nome pode fazer alusão à sua possível função como território municipal de Artaxata, a capital armênia durante boa parte do Períodos Helenístico e Romano. Em seu território ainda estavam localizadas as cidades de Dúbio, que serviu como capital da Armênia do século V ao IX e a fortaleza de Garni, que foi a capital de verão dos reis arsácidas. No século IV, era dos um territórios que compunham os domínios reais arsácidas. No tempo que a Armênia era uma província do Império Sassânida, era um dos territórios governados diretamente pelo marzobã (governador). Em 591, com a concessão de vastas porções da Armênia ao imperador Maurício (r. 582–602) pelo xainxá Cosroes II (r. 590–628), boa parte de Airarate foi incorporado na recém-fundada província da Armênia Inferior, mas Ostana continuou sob controle sassânida.